# Kost

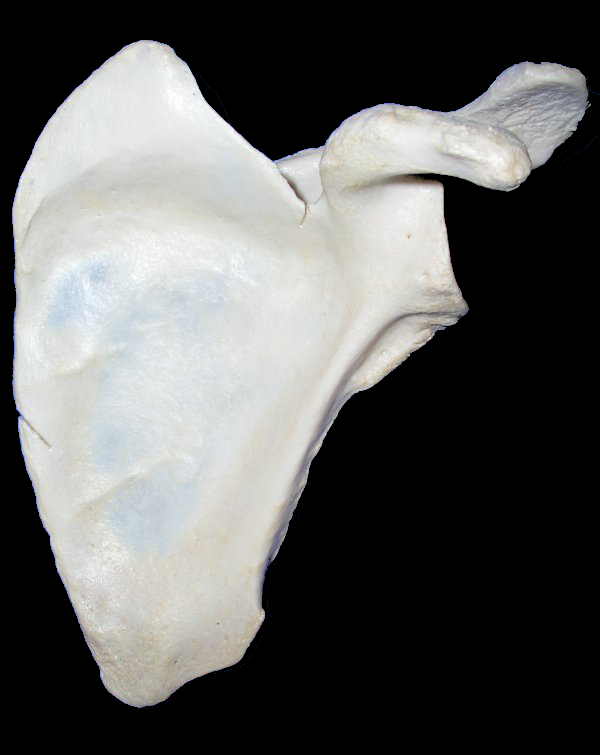
Lopatka – plochá kost

Kost (latinsky. os, množné číslo ossa) je tvrdá, mineralizovaná pojivová tkáň, sloužící jako mechanická ochrana vnitřních orgánů a opora těla, tvořící vnitřní konstrukci, na kterou se upínají svaly a šlachy. Pravá kost tvořená kostní tkání se vyskytuje jen u vyšších obratlovců: obojživelníků, plazů, ptáků, savců a některých ryb.
Souhrn všech kostí v těle se nazývá kostra. Lidská kostra dospělého člověka má přibližně 209 až 214 kostí. Výživa pak má větší vliv na biomechanické vlastnosti kostí než cvičení.

## Vývoj a růst kostí

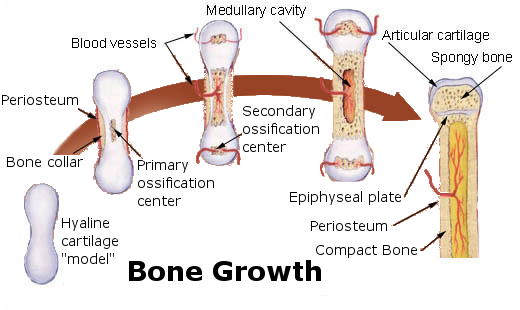
Vývoj dlouhé kosti

Jednoduše, kosti rostou pomocí apozice, čili přikládáním nové tkáně.
Kosti vznikají z vaziva (intramembranózně) nebo chrupavky (enchondrálně) procesem zvaným kostnatění čili osifikace. Růst do šířky se uskutečňuje díky okostici, růst do délky je možný do určitého stadia vývoje jedince díky růstové ploténce. Někteří živočichové, například plazi, ale rostou po celý život.
V průběhu zárodečného vývoje obratlovců nejprve vzniká nezralá vláknitá kost bez stop lamelární struktury; v podstatě se jedná o množství kostních buněk obklopených neuspořádanými vlákny kolagenu. Až postupně vzniká kost, která má uspořádanou stavbu – tzv. lamelární kost. Tato lamelární kost následně zraje dvěma způsoby: buď přímým kostnatěním z jistých osifikačních jader, nebo přes chrupavčité stadium. Většina lidských kostí vzniká „přes chrupavku“. Výjimkou jsou zejména některé dermální kosti (některé kosti lebky, hrudní koš) a sezamoidní kosti, vznikající intramembranózně, tedy v podstatě osifikací vazivové tkáně.
Kost prochází neustálou remodelací. Proto máme rozlišené faktory ovlivňující jejich růst na vnitřní (genetika chondrocytů, chondroblastů a fibroplastů), zevní (nutritivní, hormonální a mechanické vlivy). 

## Kostní tkáň

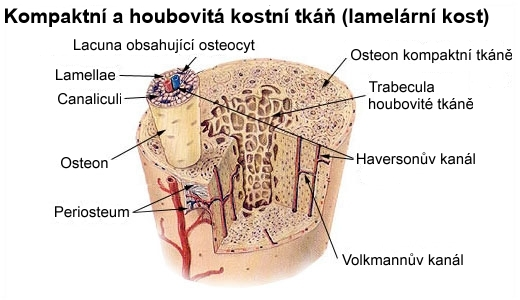
Stavba lamelární kosti

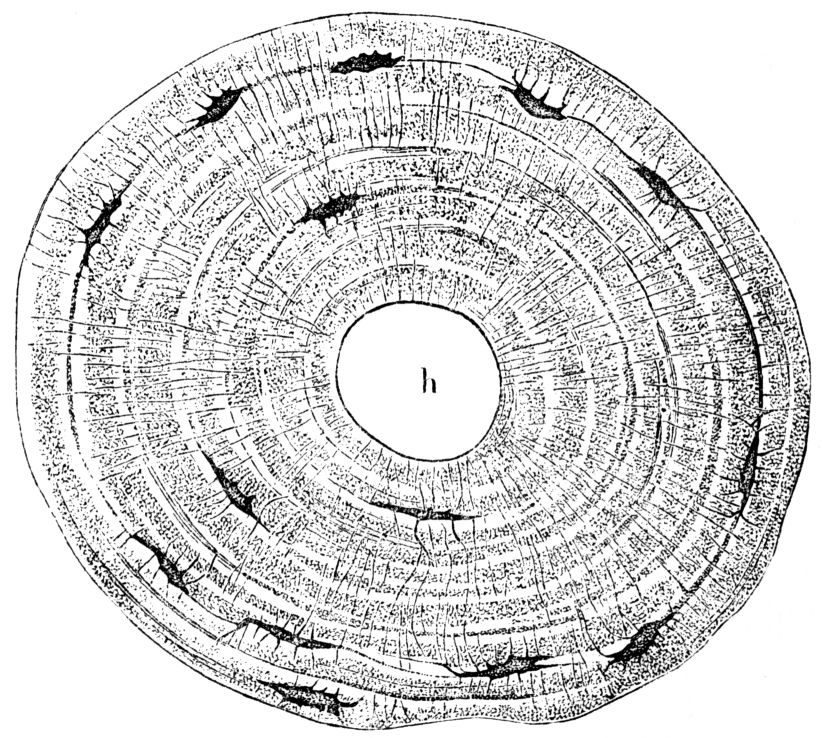
Osteon; h = Haversův kanálek

Kostní tkáň je typem pojiva, které je typické mineralizací mezibuněčné hmoty. Minerální složku, která může tvořit až 65 % hmotnosti kosti, tvoří submikroskopické krystaly fosforečnanu vápenatého, hydroxyapatitu. Krystaly jsou vázány na kolagenní vlákna. Mezibuněčnou hmotu produkují buňky osteoblasty. Mají bohatou organelovou výbavu a dlouhé výběžky, kterými jsou v kontaktu s ostatními osteoblasty a s cévou přivádějící živiny. Nemineralizovaná kostní hmota se nazývá ossein, až postupem času dochází k ukládání minerálů. Ve chvíli, kdy se osteoblast obklopí vyprodukovanou mezibuněčnou hmotou, změní se na osteocyt – buňku uzavřenou okolní kostí, s okolím spojenou pouze výběžky. Osteoklasty jsou „obrovské“ (i 100 μm), mnohojaderné buňky, které naopak kostní tkáň odbourávají. Produkují kyselou fosfatázu a kolagenázu a resorbují vytvořenou kostní tkáň, čímž umožňují přestavbu kosti. Kostní buňky jsou schopny kostního matrixu (vylučování kolagenu a glykoproteinu)
Makroskopicky lze kost rozdělit na kompaktní a spongiózní (houbovitou). Při pozorování v mikroskopu však zjistíme, že oba typy mají stejnou základní histologickou stavbu. Histologicky rozlišujeme dva typy kostní tkáně: primární (nezralou, vláknitou kost) a sekundární (zralou, lamelární kost). Oba typy obsahují stejné stavební jednotky, rozdíl je v uspořádání kolageních vláken. Zatímco v nezralé vláknité kosti probíhají vlákna náhodně, neuspořádaně, ve zralé kosti jsou uspořádána do lamel.

### Vláknitá kost
Při tvorbě každé kosti (růstu i hojení) je vytvořena nejprve nezralá vláknitá (fibrilární) kost. Je pouze dočasná a je postupně nahrazena zralou sekundární kostí. V dospělosti fibrilární kost nacházíme v malém množství v místě úponu šlach na tuberositates ossium. Podobnou stavbu má i zubní cement.

### Lamelární kost
Kost lamelární (vrstevnatá) se v organismu vyskytuje častěji než kost vláknitá. Tato kostní tkáň dospělých má kolagenní vlákna charakteristicky uspořádaná do lamel, které jsou uloženy paralelně jedna vedle druhé nebo koncentricky kolem kanálku s cévami. Bylo zjištěno, že kolagenní vlákna tvoří po délce osteonu šroubovici. Výška závitu této šroubovice je v sousedních lamelách natolik různá, že v každém bodě jsou kolagenní vlákna v sousedních lamelách vzájemně orientována přibližně kolmo. Mezi lamelami leží vrstvy osteocytů, které jsou uloženy v komůrkách zvápenatělé kostní matrix, které se označují jako lakuny. V každé lamele probíhají kolagenní vlákna paralelně.

## Kost jako orgán

### Okostice
Na povrchu je kost pokryta pevnou vazivovou blánou, okosticí (lat. periost). Kromě fibroblastů, elastických a kolagenních vláken obsahuje cévní pleteně a nervová zakončení. Vyskytuje se zde také nemalé množství osteoblastů a osteoklastů. Okostice zajišťuje cévní zásobení kosti, upínají se na ní svaly, umožňuje růst kostí do šířky a hojení zlomenin.

### Kostní dřeň
Kostní dřeň se nachází uvnitř kostí savců. Je tvořena hemopoetickou tkání a probíhá v ní krvetvorba. Existují tři druhy kostní dřeni, červená kostní dřeň (medulla ossium rubra), žlutá kostní dřeň (medulla ossium flava) a šedá kostní dřeň (medulla ossium grisea).
U mladých jedinců se uvnitř všech kostí nachází červená kostní dřeň, později je nahrazována žlutou kostní dření a přetrvává pouze v plochých kostech, hrudní kosti, žebrech, lebečních kostech, pánvi a stehenní kosti. Žlutá kostní dřeň je tvořena tukovou tkání. Šedá kostní dřeň je degradovaná žlutá dřeň, můžeme ji najít u starých, podvyživených jedinců. Řídnutí kostí nastává po ukončení menstruačního období a nazývá se osteoporóza.

### Dělení kostí podle tvaru a rozložení v těle

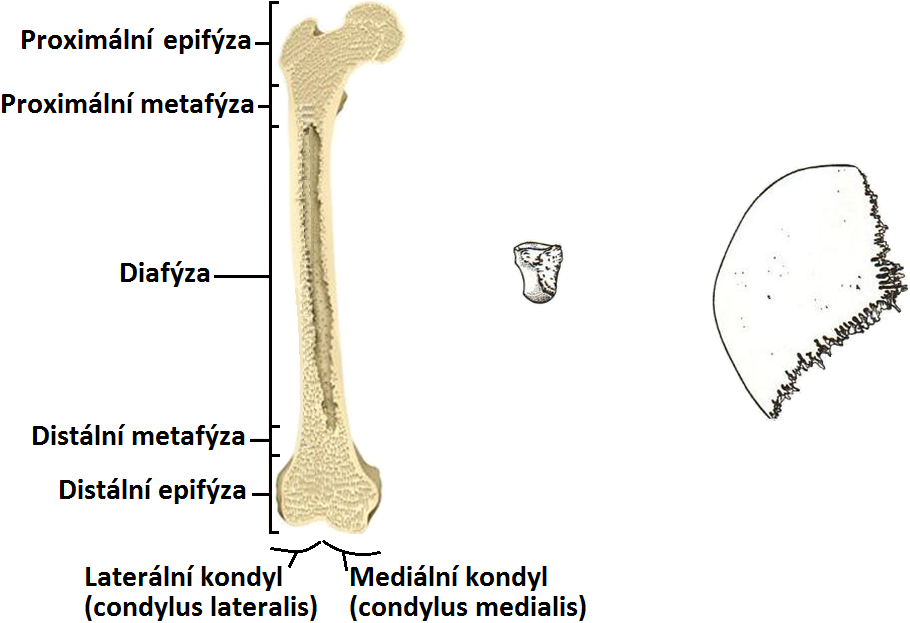
Kosti (a) dlouhá, (b) krátká, (c) plochá.

Podle tvaru se kosti dělí na dlouhé, krátké, ploché a nepravidelné. Zvláštní kostí jsou pak kosti sezamské. Kosti také dělíme na párové (vyskytují se symetricky v těle, např. stehenní kosti) a nepárové (např. obratle).

#### Dlouhá kost
Typickou kostí je dlouhá kost (os longum). Tvoří kosti končetin. Má protáhlý tvar, prostředek kosti se nazývá diafýza, dva konce kosti pak epifýzy. Mezi epifýzami a diafýzou se nachází metafýzy.
Kost není kompaktní tkání v celém rozsahu. Pouze na povrchu kosti je tenká vrstva skutečně kompaktní kosti, substantia compacta. Epifýzy jsou tvořeny spongiózní kostí (substantia spongiosa). Ta je tvořena trámci kostní tkáně uspořádaných ve směru největšího zatížení kosti. Kost je proto velmi pevná a přitom odlehčená. Uspořádání trámců tvoří architektoniku kosti. Uprostřed kosti se nachází dřeňová dutina (cavum medullare), v dospělosti vyplněná žlutou kostní dření. 
Epifýzy nejsou kryté periostem, ale hyalinní kloubní chrupavkou. Mezi diafýzou a epifýzou se po dobu růstu nachází epifyzodiafyzární ploténka, chrupavčitá destička, která umožňuje růst kostí do délky.

#### Krátká kost
Krátká kost (os breve) se stavebně neliší od dlouhé kosti, ale má všechny rozměry přibližně stejné. Je to například obratel nebo kopytní kost.

#### Plochá kost
Plochá kost (os planum) má na zevní a vnitřní části různě silnou kompaktní kost. Mezi nimi je spongiózní kost s velkými trámci. Tyto prostory jsou až do pozdního věku zaplněny červenou kostní dření. Může také dojít k pneumatizaci – vytvoření dutiny vystlané sliznicí, u člověka v čelní a čichové kosti a horní čelisti, u některých savců (skot) může být rozsah pneumatizace větší. Mezi ploché kosti patří kosti neurokrania, lopatka, žebra nebo pánev.

#### Nepravidelná kost
Nepravidelná kost (os irregulare) má nepravidelný a relativně i složitý tvar, např. obratle páteře a kosti tvořící pánev.

#### Sezamská kost
Kost sezamská (os sesamoideum) nejčastěji vzniklá zkostnatěním části šlachy nebo vazu v okolí kloubního spojení – např. čéška u kolenního kloubu.

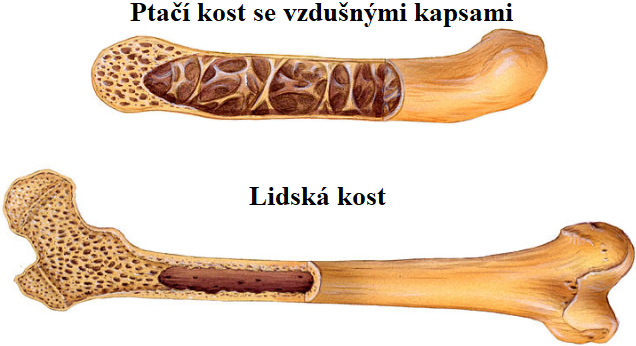
Rozdíl mezi dlouhými kostmi u ptáků a savců (člověka)

## Kosti ptáků
Zajímavé jsou také rozdíly ve struktuře ptačích a savčích kostí. Ptačí dlouhé kosti jsou lehčí, tenkostěnné a duté. Řada kostí ptáků je pneumatizovaná, protože mají v kostech výběžky vzdušných vaků a jsou bez morku. Kosti ptáků jsou tedy „optimalizované“ pro potřeby letu.

## Základní osteologická nomenklatura
- Basis = báze
- Capitulum = hlavička
- Caput = hlavice, hlava
- Condylus = hrbol, kondyl
- Collum = krček
- Corpus = tělo
- Crista = hrana
- Diafýza = střední úsek kosti
- Epifýza = kloubní konce
- Facies = plochy
- Foramen = otvor
- Fossa = jamka
- Incisura = zářez
- Major = velký
- Margo = okraj
- Metafýza = úsek kosti mezi diafýzou a epifýzou
- Minor = malý
- Processus = výběžek
- Sulcus = žlábek
- Trochanter = chocholík
- Tuber = hrbol
- Tuberculum = hrbolek
- Tuberositas = drsná plocha

## Umělé kosti
Umělé kosti jsou obvykle vyrobené z umělých hmot a obvykle slouží k výuce, propagaci osteosyntézy nebo lékařským či laboratorním experimentům.

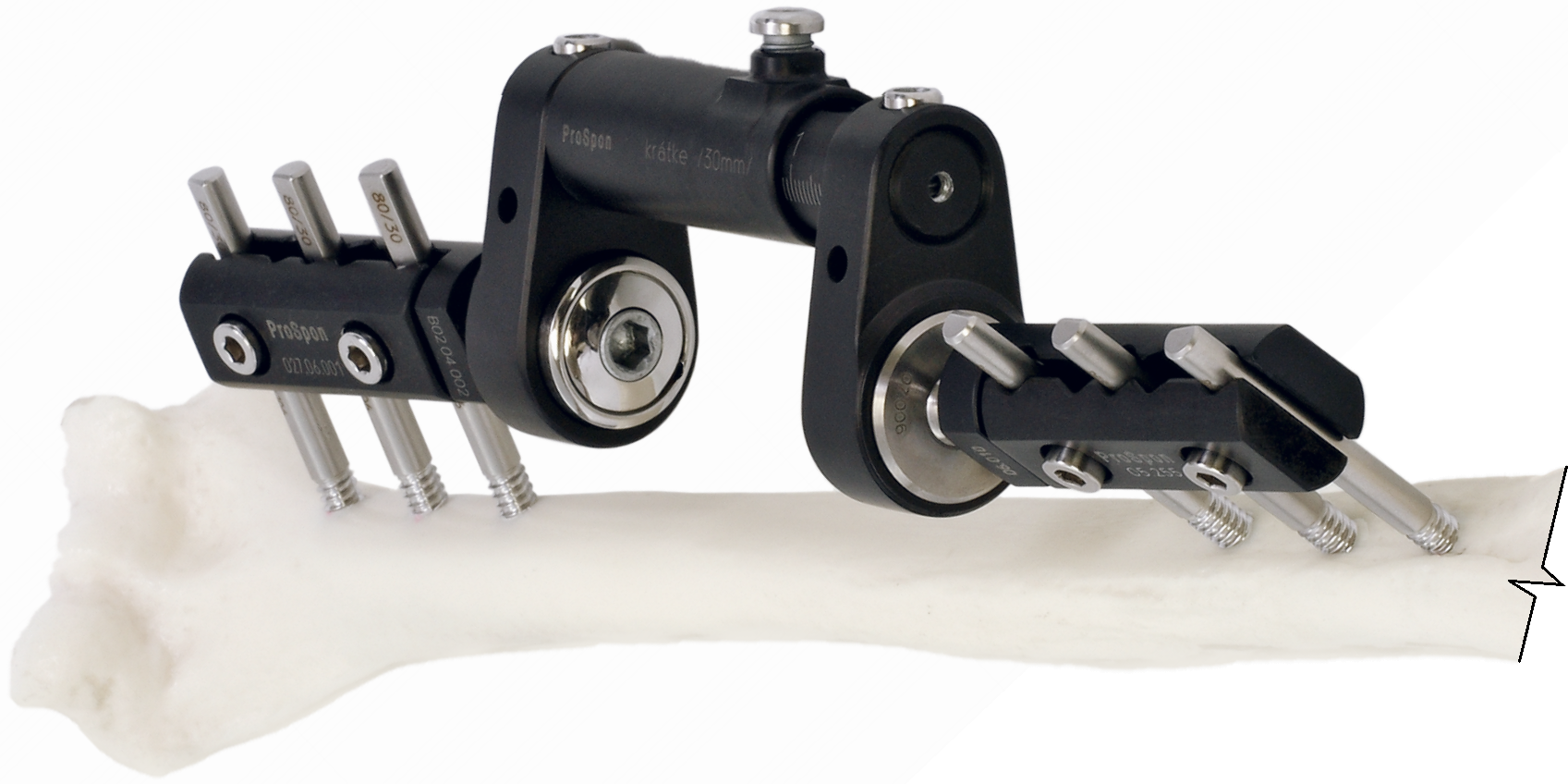
Zevní fixátor ProSpon (spolupráce VŠB-TU Ostrava a MEDIN), který je připevněn Schanzovými šrouby na umělé kosti
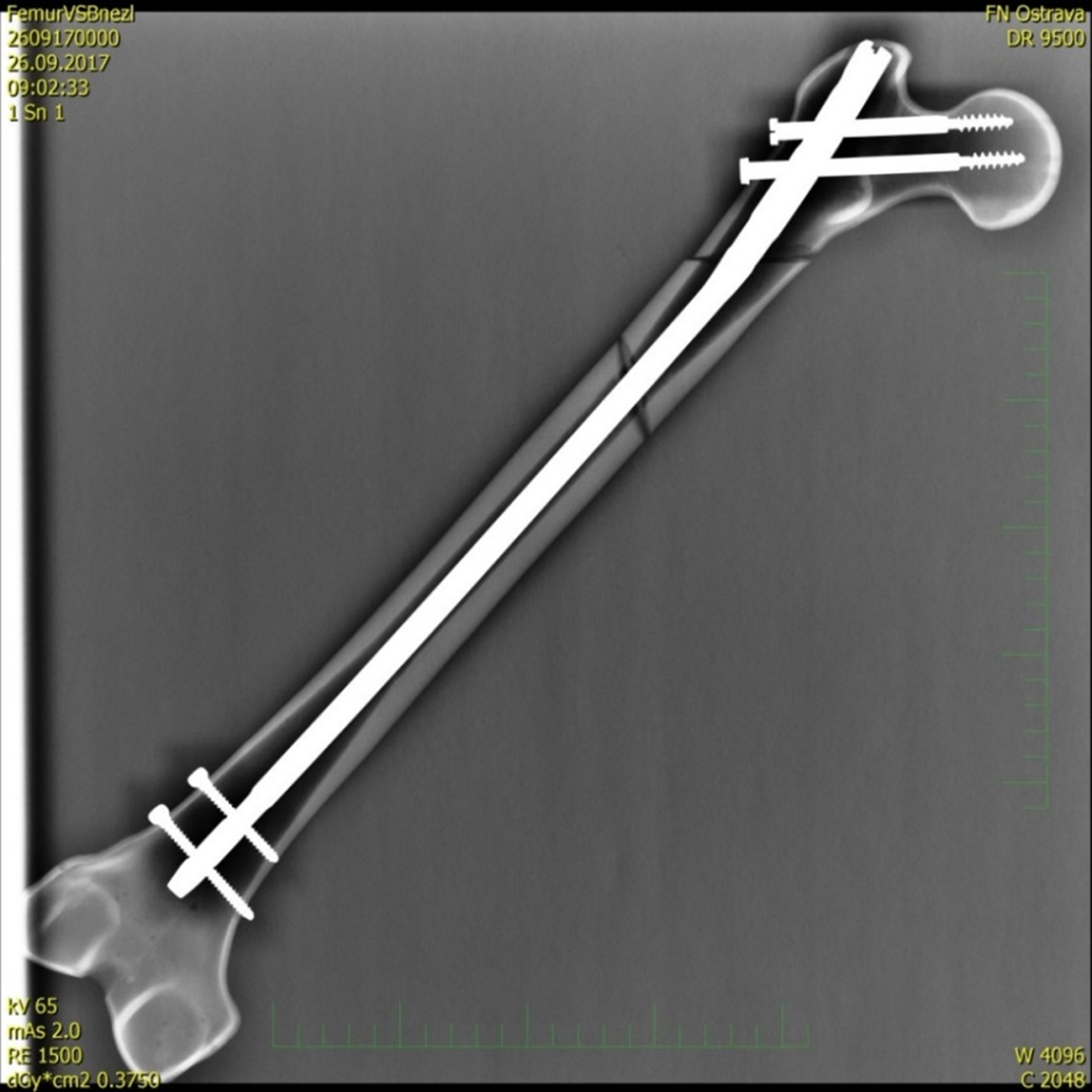
Příklad využití vnitřní fixace při osteosyntéze (rtg. snímek – subtrochanterická liniová zlomenina femuru s aplikací intramedulárního hřebu v umělé kosti resp. subtrochanterická zlomenina s interfragmentem resp. tříštivá zlomenina proximálního femuru)

## Příklady kostí
- čelní kost
- čéška
- čichová kost
- hlezenní kost
- holenní kost
- hrudní kost
- klíční kost
- klínová kost
- kostrční kost
- křížová kost
- kyčelní kost
- lícní kost
- loketní kost
- lýtková kost
- nártní kosti
- prstce
- prsty
- nosní kost
- obratel
- patní kost
- pažní kost
- poloměsíčitá kost
- sedací kost
- spánková kost
- stehenní kost
- stydká kost
- temenní kost
- týlní kost
- vřetenní kost
- zanártní kosti
- zápěstní kosti
- záprstní kosti
- žebra